# Шабодро
Шабодро — озеро в Боровичском районе Новгородской области России.

## Этимология
Название озера, вероятно, восходит к слову шабер; это одно из названий леща, который водится в водоёме.

## Описание
Высота над уровнем моря — 136 м. Площадь поверхности — 2,9 км². Находится на границе с Тверской областью в 50 км к юго-востоку от Боровичей и в 6 км к юго-востоку от озера Болонье, в глухом и труднодоступном месте. Населённые пункты на озере отсутствуют.
В озеро впадает река Волжанка, вытекает Шабодерка. Южные и западные берега сильно заболочены. В восточной части озера находится небольшой остров. Форма озера лопастная, выделяются крупный северо-западный плёс и более мелкий северо-восточный.

## Данные водного реестра
Данные государственного водного реестра России и геоинформационной системы водохозяйственного районирования территории РФ, подготовленной Федеральным агентством водных ресурсов:
- Бассейновый округ — Балтийский
- Речной бассейн — Нева (включая бассейны рек Онежского и Ладожского озера)
- Речной подбассейн — Волхов (российская часть бассейна)
- Водохозяйственный участок — Мста без реки Шлина от истока до Вышневолоцкого гидроузла
- Код водного объекта — 01040200211102000021986